# 三角由里
三角 由里（みすみ ゆり）は、日本のソングライター、編曲家。

## 経歴
1994年に株式会社ナムコに入社し、『太鼓の達人』シリーズや『塊魂』シリーズなど多数の作品を手掛けた。ナムコ時代の別名は「おやつ大臣」。15年ナムコに在籍したのち、2010年にMONACAへ入社し、現在は取締役として活動している。別名義「uRy」としての活動も多く、太鼓の達人・塊魂それぞれのシリーズでは主に三角由里名義、アイドルマスターシリーズやMONACA入社後は主にuRy名義である。
太鼓の達人シリーズには開発当初から携わっており、『エリンギのエクボ』『ねこくじら』『スクロール・ミカ』『クレーンシティ』『わすれなぐさ』『メンクイミラクル』『カナデア』などの通称ミカシリーズではほぼすべての作詞を担当している。

## 楽曲を提供した主な作品

### ゲーム
- 『アイカツ!』（ゲーム・アニメ）
  - 音楽プロデューサー
  - 挿入歌
    - 「アイドル活動!」（作詞）
    - 「prism spiral」（作詞）
    - 「真夜中のスカイハイ」（作詞）
    - 「G線上のShining Sky」（作詞）
    - 「fashion check!」（作詞）
    - 「アイドル活動!（Ver.Rock）」（作詞）
    - 「Dance in the rain」（作詞、コーラス）

  - 2年目ED「オリジナルスター☆彡」（コーラス）
  - キャラクターソング「Shiny day」（作詞）
- 『サイバーサイクルズ』
  - BGM
- 『アルマジロレーシング』
  - BGM
- 『エースドライバー』
  - BGM
- 『ダンシングアイ』
  - BGM
- 『ダートダッシュ』
  - BGM
- 『太鼓の達人』シリーズ
  - 「ハロー!どんちゃん」（歌唱・作詞・作曲）
  - 「オフ♨ロック」（作詞・作曲・編曲）
  - 「ゴーゴー・キッチン」（歌唱・作詞・作曲・編曲）
  - 「ラブユー☆どんちゃん」（作曲・編曲）
  - 「地獄の太鼓事典」（作曲・編曲）
  - 「太陽もヤッパッパー」（作曲・編曲）
  - 「マッピー音頭」（編曲）
  - 「どんちゃん音頭」（歌唱・作詞・作曲）
  - 「ラブリーX」（編曲）
  - 「ラ・モレーナ・クモナイ」（歌唱・作詞・作曲・編曲）
  - 「太鼓ラブ!」（作詞・作曲・編曲）
  - 「サタデー太鼓フィーバー」（作詞・作曲・編曲）
  - 「ドドドドドンだフル！」（作詞・作曲・編曲）
  - 「ゼビウス体操」（編曲）
  - 「エリンギのエクボ」（作詞）
  - 「ねこくじら」（作詞）
  - 「今日はたいこ曜日」（歌唱）
  - 「和太鼓戦隊ドンレンジャー」（作曲・編曲）
  - 「スクロール・ミカ」（作詞）
  - 「おはよう!太鼓サマー」（作詞・作曲・編曲）
  - 「音符のうた」（作詞・作曲・編曲）
  - 「ブルちゃんのおやつ」（編曲）
  - 「今日のご飯は太鼓盛り!」（作詞・作曲・編曲）
  - 「よくでる2000」（歌唱）
  - 「クレーンシティ」（作詞）
  - 「軽いざわめき」（作曲・編曲）
  - 「リンダは今日も絶好調」（歌唱・作詞・作曲・編曲）
  - 「わすれなぐさ」（作詞）
  - 「ブルちゃんのおや2」（編曲）
  - 「メンクイミラクル」（作詞）
  - 「NECOLOGY」（作詞・作曲・編曲）
  - 「ポップコーン★パレード」（作詞・作曲・編曲）
  - 「カナデア」（作詞）
- 『THE IDOLM@STER』シリーズ
  - 挿入歌「My Best Friend」（作詞）
  - 挿入歌「SMOKY THRILL」（作詞・作曲・編曲）
  - 「SMOKY FRUITS」（作詞・作曲）-『THE IDOLM@STER PLATINUM MASTER 01 Miracle Night 』収録

- 『塊魂』シリーズ
  - BGM
  - 挿入歌
    - 「katamari mambo～塊シンドロームmix」（作詞・作曲・編曲）
    - 「塊ホリディ」（作詞・作曲・編曲）
    - 「輝け!Mr.サンシャイン」（作詞・作曲・編曲）
    - 「カタマリティー」（作詞・作曲・編曲）
    - 「サヨナラ Rolling Star (Yuri‘s Mixx)」（編曲）
    - 「MONOCHROME」（作曲・編曲）
    - 「校庭 DAYDREAMER」（作曲・編曲）
- 『恋は校則に縛られない!』
  - OP主題歌「Brand New World」（作詞）
- 『maimai』
  - 挿入歌「悪戯」（作詞）
- 『もじぴったん』シリーズ
  - 挿入歌
    - 「ベッドタイムパズラー」（コーラス）
    - 「太鼓の達人ステージ」（作曲）

### アニメ
- 『WORKING!!』シリーズ
  - キャラクターソング
    - 「ワグナリア賛歌～a day of 小鳥遊宗太」（作詞）
    - 「ワグナリア賛歌～a day of 種島ぽぷら」（作詞）
    - 「ワグナリア賛歌～a day of 伊波まひる」（作詞）
    - 「ワグナリア賛歌~a day of 轟八千代」（作詞）
    - 「ワグナリア賛歌~a day of 佐藤潤」（作詞）
    - 「ワグナリア賛歌~a day of 相馬博臣」（作詞）
    - 「ワグナリア賛歌~a day of 山田葵」（作詞）
- 『黒執事II』
  - キャラクターソング
    - 「Kill★in the Heaven」（作詞）
    - 「上富夢~SHAMPOO DREAM~」（作詞）
    - 「深紅」（作詞）
    - 「人生には愛と奏でと、航海と」（作詞）
    - 「二人のハーモニー(Agni side)」（作詞）
    - 「二人のハーモニー(Soma side)」（作詞）
- 『妖狐×僕SS』
  - ED主題歌
    - 「sweets parade」（作詞）
    - 「太陽と月」（作詞）